# Catherine Bearder
Catherine Zena Bearder (ur. 14 stycznia 1949 w Broxbourne) – brytyjska polityk, deputowana do Parlamentu Europejskiego VII, VIII i IX kadencji.

## Życiorys
Kształciła się m.in. w St Christopher School w Letchworth. Przez wiele lat angażowała się w działalność społeczną w ramach różnych organizacji, m.in. zajmujących się udzielaniem pomocy ofiarom przestępstw. Jako wolontariusz była też menedżerem w biurach doradczych. Wchodziła również w skład komitetu doradczego lokalnej policji.
Pełniła funkcję radnej różnych szczebli, m.in. hrabstwa Oxfordshire. Przystąpiła do Liberalnych Demokratów, organizowała kampanie wyborcze tego ugrupowania, kandydując też kilkakrotnie z jego ramienia, m.in. do Izby Gmin.
W wyborach w 2009 uzyskała z listy LD mandat posłanki do Parlamentu Europejskiego. Przystąpiła wraz z liberałami do grupy Porozumienia Liberałów i Demokratów na rzecz Europy, została też członkinią Komisji Rozwoju Regionalnego. W 2014 i 2019 była wybierana na eurodeputowaną VIII i IX kadencji.